# Adema (groupe)
Pour les articles homonymes, voir Adema.
Adema est un groupe américain de nu metal, originaire de Bakersfield, en Californie. Le groupe est formé en 2000 par le chanteur Mark Chavez, le chanteur et guitariste Tim Fluckey, le guitariste Mike Ransom, le bassiste Dave DeRoo et le batteur Kris Kohls. Après leurs deux premiers albums, Adema et Unstable, le groupe fait face à des divergences internes et des changements de formation. Ransom quitte le groupe en 2003 à cause de conflits avec Chavez ; puis Chavez en 2004 à cause de conflits avec le reste du groupe.
Luke Caraccioli remplace Chavez au début de 2005 sur un album, Planets, mais quitte le groupe quelques mois plus tard, en 2005. Le chanteur Bobby Reeves et le guitariste Ed Farris, membres du groupe Level, sont recrutés pour jouer sur l'album Kill the Headlights en 2007, avant que le groupe ne se mette en pause. Ils reprennent en 2009 et sortent en 2013 l'EP 'Topple The Giants'.
Après 10 autres années de silence discographique, le groupe sort un nouvel EP 'The Cerberus' en 2023 avec un nouveau chanteur Ryan Shuck (Orgy, Julien-K, Dead By Sunrise) suivi du départ de Shuck en 2024.
En 2025, le groupe annonce préparer un nouvel album discographique, leur premier depuis 18 ans.

## Historique

### Débuts (2000–2002)
C'est en 2000 qu'Adema est formé sous l'impulsion de Mark Chavez, demi-frère de Jonathan Davis (KoRn). La formation est alors composée de Kris Kohls, ex-batteur de Sex Art (premier groupe de J.Davis) mais aussi de Videodrone (groupe signé sur le label fondé par KoRn, Elementree), de Tim Fluckey (ex-guitariste de Sex Art), de Dave DeRoo (bassiste qui joue aussi dans le groupe Sex Art) et de Mike Ramson (guitare). Ce dernier est le seul avec Mark à ne pas avoir eu d'expérience musicale autre qu'Adema. Malgré ces différences d'expériences, la formation signe très rapidement chez Arista Records.
En août 2001, le groupe sort un premier album éponyme, Adema. Jouant sur son statut, le jeune Mark permet à son groupe d'enchaîner bon nombre de premières parties prestigieuses pour accroître la popularité d'Adema. Il comprend les singles Giving In et The Way You Like It, qui seront fréquemment diffusés à la radio locale. Toutes les paroles sont écrites par Chavez, et l'album est produit par Bill Appleberry (7th House) et Tobi Miller (guitariste de Wallflowers). L'album est certifié disque d'or, ce qui permet au groupe de prendre part à l'Ozzfest. Ils jouent aussi aux tournées Music as a Weapon, SnoCore Rock, et Projekt Revolution. En 2002, la formation californienne sort Insomniac's Dream.

### Unstable(2003–2004)
Adema revient, en 2003, avec la sortie de l'album Unstable, un deuxième opus plus acoustique. Il est publié au label Arista Records en août 2003. Il est produit par Howard Benson, crédité pour les albums de P.O.D., Hoobastank et Cold,. Le groupe souhaite ne pas être catégorisé nu metal, mais plutôt rock traditionnel. Unstable n'étant pas plus différent que leur premier opus, Chavez le compare à l'agressivité de Nirvana, et le bassiste DeRoo espérait que la voix de Chavez réussirait à les populariser. L'album est nommé Unstable (instable) pour une raison.
La formation éclate à cause d'un désaccord entre Mark Chavez et Kris Kohls, le groupe est amputé de Mark, et de Mike Ransom qui quitte en décembre, laissant le groupe achever seul sa tournée,. Luke Caraccioli prend alors la place de l'ex-leader et chanteur du groupe.
Le groupe continue, mais Chavez commence à perdre goût en février 2004. Il quitte le groupe en septembre. Les trois membres étant restés en bons termes avec Ransom, leur attitude envers Chavez est moins favorable. Chavez formera le groupe Midnight Panic avec son cousin et ses copains Cesareo Garasa et Mike Montano, qui publieront l'EP autointitulé Midnight Panic avant de se séparer.

### Planets(2004–2005)
Les trois membres restants d'Adema se regroupent pour écrire de nouvelles chansons et pour auditionner un nouveau chanteur. Après avoir entendu une démo de Rewind Yesterday, Kohls se retrouve impressionné par leur chanteur Luke Caraccioli. Adema demande à Paul de se joindre au groupe. Sarman Paul accepte quelques mois plus tard en février 2005. Adema signe au label metal Earache Records au printemps 2004. Sous ce nouveau label, le groupe obtient plus de contrôle sur sa direction musicale qu'il n'en avait à Arista.
Le 5 avril 2005, la nouvelle formation publie Planets. Puis, le groupe se sépare de nouveau du chanteur, et le remplace par Bobbys Reeves. Planets se différencie des deux précédents albums d'Adema ; il est plus proche de leur côté rock que nu metal. En septembre la même année, le groupe publie un deuxième single de l'album, Planets. Le clip du single est inclus dans le film, Cry Wolf. En octobre 2005, après seulement 10 mois, Luke Caraccioli quitte le groupe, pour des raisons personnelles.

### Kill The Headlightset pause (2006–2008)
En mars 2006, Adema annonce un nouveau chanteur, Bobby Reeves, ancien membre du groupe LEVEL. En août, le groupe recrute le guitariste Ed Faris, également ancien membre de LEVEL. Avec cette formation, le groupe signe au label Immortal Records en février 2007. Ils publient Kill the Headlights, produit par Marshall Altman (Marc Broussard, Zebrahead) en août 2007. Le premier single, Cold and Jaded, est publié en juillet.
Le groupe se remet en question, et décide de faire une pause. C'est ensuite sur le Myspace du groupe que des rumeurs commencent alors à se faire entendre, le groupe d'origine (Mark, Tim, Dave, Kris et Mike) serait de nouveau en bons termes. On parle même de plusieurs scènes où le groupe d'origine aurait joué.

### Réunion et éclatement de la line-up originel (2009-2011)
C'est donc durant le mois de juillet 2009 que l'on apprend par l'intermédiaire du Myspace qu'un DVD sur le line-up d'origine est prévue, lives, quelques morceaux rares inconnus, des mixes, et des interviews. Par la suite, Mark et Mike reprennent leur place d'origine dans le groupe. Le groupe est tel quel depuis 2004, et reprend donc le chemin qu'il avait laissé après avoir sorti l'album Unstable.
Mark Chavez quitte une nouvelle fois Adema pour se consacrer à ses projets parallèles. Le guitariste Tim Fluckey et le bassiste David DeRoo reprennent le chant. Toutefois en janvier 2011, le groupe annonce une nouvelle séparation, laissant en suspens leur avenir musical avant que le groupe dans sa formation originale ne se sépare à nouveau.

### Retour discographique avec l'EP intituléTopple the Giant(2011-2013)
Finalement, le groupe sort de son silence en 2013 en sortant un EP intitulé Topple the Giant avec une line-up composée des 3 membres fondateurs : Tim Fluckey (se chargeant du chant désormais), Dave DeRoo, et Kris Kohls.

### Second retour et éclatement de la line-up originel (2013-2019)
En 2013, Mike Ransom confirme son retour comme guitariste au sein d'Adema. En 2017, c'est au tour de Mark Chavez de confirmer son troisième retour comme chanteur et Adema, avec sa line-up originelle, prévoit de sortir un nouvel album dans l'année. Néanmoins en 2019, le départ de Chavez de la formation est confirmé.

### Arrivée et départ de Ryan Shuck au chant (2019-2024)
Adema sort le 20 août 2021 un nouveau single, Ready To Die puis sort le 24 juin 2022 un nouveau single, Violent Principles. Le groupe autoproduit un nouvel EP The Cerberus en 2023. En 2024, le groupe annonce le renvoi de Ryan Shuck et sa volonté de poursuivre les activités du groupe en quatuor.

## Style musical
Le style musical d'Adema est catégorisé nu metal,,,, rock alternatif, post-grunge, metal alternatif, et hard rock.

## Membres

### Membres actuels
- Tim Fluckey – guitare solo (depuis 2000), guitare rythmique (2003-2006), claviers, programmation (2000–2006, depuis 2009), chant (2011-2017, depuis 2024)
- Dave DeRoo – basse, chœurs (depuis 2000)
- Kris Kohls – batterie (depuis 2000)
- Mike Ransom – guitare rythmique, chœurs (2000–2003, 2009–2010, depuis 2013)

### Anciens membres
- Mark Chavez – chant (2000–2004, 2009–2011, 2017-2019)
- Luke Caraccioli – chant (2005)
- Bobby Reeves – chant (2006–2009)
- Ed Faris – guitare rythmique, claviers, programmation (2006–2009)
- Marc DeLeon – guitare rythmique (2011–2013)
- Ryan Shuck - chant (2019-2024)